# Helagsfjället
Helagsfjället o la montaña de Helags es una monte en Härjedalen, en el país europeo de Suecia, que es parte de la cordillera de las montañas escandinavas. El pico llega a 1797 metros sobre el nivel del mar, lo que la convierte en la montaña más alta de Suecia al sur del círculo polar ártico. Su glaciar es el más meridional del país.